# تشيكو فلوريس
[]

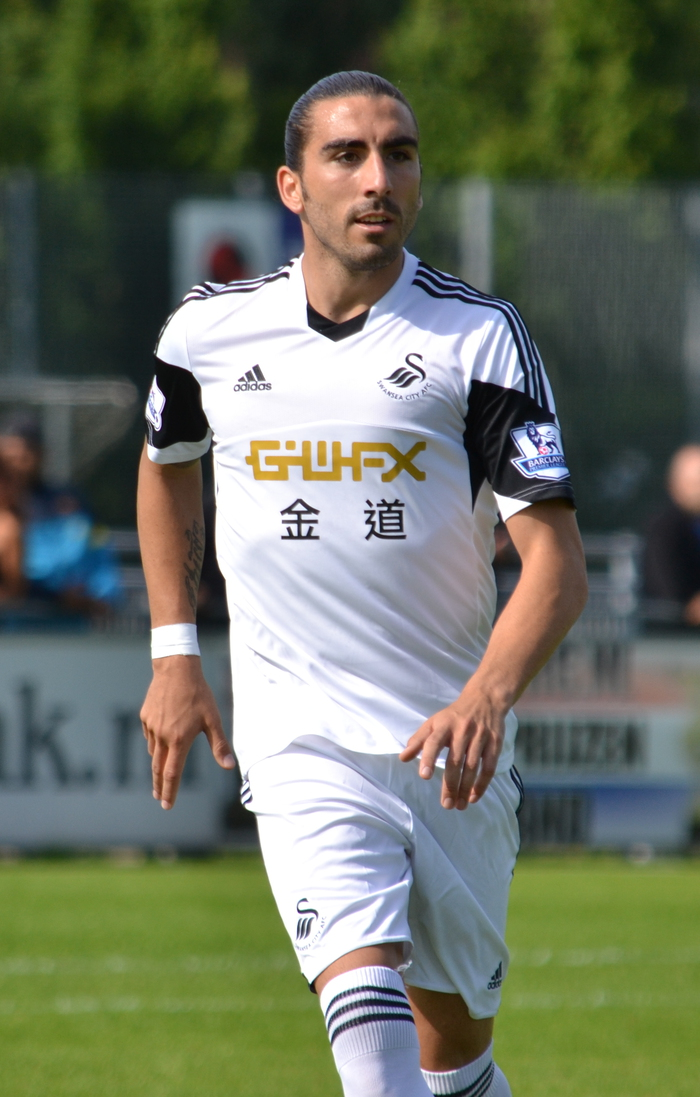

خوسيه مانويل فلوريس (بالإسبانية: Chico Flores)‏ (مواليد 6 مارس 1987 في قادس - إسبانيا) لاعب كرة قدم إسباني في مركز قلب الدفاع .

## روابط خارجية
- تشيكو فلوريس على موقع قاعدة بيانات كرة القدم.إي يو (الإنجليزية)
- تشيكو فلوريس على موقع Soccerbase.com (لاعب) (الإنجليزية)
- تشيكو فلوريس على موقع Soccerway.com (الإنجليزية)
- تشيكو فلوريس على موقع عالم كرة القدم.نت (الإنجليزية)
- تشيكو فلوريس على موقع AS.com (الإسبانية)